# Osum
El Osum es un río del sur de Albania, que forma el Seman al unirse con el Devoli. Tiene 161 km de largo y su cuenca abarca 2073 km². Su caudal medio es de 32,5 m³/s. Nace en la parte suroeste del condado de Coriza, cerca del pueblo Vithkuq, a una altitud de 1050 m. Corre inicialmente hacia el sur hasta el municipio de Kolonjë, donde vira hacia el oeste hasta llegar a Çepan, lugar donde toma dirección noroeste; cruza luego Çorovodë (donde atraviesa el famoso cañón del Osum), Poliçan, Berat y Ura Vajgurore. Se une al Devoli cerca de Kuçovë y juntos forman un río nuevo, el Seman.